# Ricardo Medina (periodista)
Ricardo Medina Fermín (Madrid, 29 de junio de 1958 - Colmenarejo, Madrid, 18 de agosto de 2025) fue un periodista español.

## Biografía
En 1975, con diecisiete años arranca su carrera profesional en la radio, en La Voz de Madrid –más adelante Radiocadena Española—, a la par que inicia sus estudios en Ciencias de la información, rama de Periodismo, por la Facultad de Ciencias de la Información (Universidad Complutense de Madrid), que completa en 1980, con la primera promoción de la Universidad CEU San Pablo, donde fue el número 1. Con 22 años, es nombrado delegado de la Agencia EFE en El Salvador.
Su experiencia como corresponsal la amplió más tarde cubriendo los conflictos bélicos de Sarajevo, Haití y la Guerra del Golfo, con las cadenas norteamericanas Univision y CBS Telenoticias. Según el libro Historia de la Agencia EFE (Espasa, 1997, pág. 596), en el capítulo dedicado a "Modernización y Austeridad", destacaba «su espíritu empresarial y periodístico». Y añadía: «Siempre que hay algún problema en algún sitio, Ricardo Medina, a quien en la central comienzan a llamar el “apagafuegos”, es enviado a resolverlo».
En julio de 1981 es nombrado delegado de la Agencia EFE en Guatemala, nación con la que España había roto relaciones por el asesinato de 30 campesinos que se habían refugiado en la embajada española de Guatemala.
En 1983, tras haber cubierto la llegada de Felipe González a la presidencia del Gobierno de España, es designado corresponsal de EFE en México. Dos años más tarde, en 1985, es nombrado director de la delegación de la Agencia EFE en el Caribe, con sede en Puerto Rico.
En 1987 dejó la Agencia EFE para convertirse en director de Noticias del Canal 24 de Puerto Rico y dos años más tarde regresó a España tras nueve años en América, para incorporarse al equipo fundador de Telemadrid, como coordinador general (productor ejecutivo) de los servicios informativos de la cadena hasta 1994. Desde ese puesto pone en marcha todas las ediciones de Telenoticias y dirige los diversos programas especiales que emite la cadena (elecciones generales de España de 1993, caída del Muro de Berlín, reunificación de Alemania, etc). En 1993, desde su puesto como coordinador general de Informativos de Telemadrid y la luz verde de Ángeles Yagüe, directora de Antena de Telemadrid y Pepe Abril, director de Informativos de Telemadrid, creó y puso en marcha Madrid directo hasta 1994, formato que se adaptó en otras televisiones autonómicas, destacando la adaptación de Canal Sur Televisión, Andalucía directo que lleva 27 años años en emisión: «Lo que había visto en Miami, en Nueva York o Los Ángeles sabía que también podíamos hacerlo aquí»."
Tras cinco años en Telemadrid, salta a Telecinco entre 1994 a 1996 con idéntico puesto, siendo coordinador general (productor ejecutivo) de Informativos Telecinco. En 1994 es enviado especial de Telecinco y Telemundo a Ruanda. Sus reportajes le valieron una nominación para los Premios Emmy de la Academia de la Televisión de Estados Unidos.  
En 1996 regresa a Telemadrid como jefe de Deportes hasta 2001. En 1999 creó y dirigió el Máster de Televisión de la Universidad Complutense de Madrid y Telemadrid.
En 2001 deja Telemadrid para crear y  dirigir Canal Metro Madrid hasta 2003. 
En 2003 se traslada a Andalucía y en 2004 crea su propia productora, Medina Media, desde la que ha diseñado y realizado programas de éxito para TVE (España directo, del que fue director hasta 2009 y La mañana), Antena 3 (El rastro del crimen y 3D), Canal Sur Televisión y Canal Sur 2 (Siete lunas, Mejor lo hablamos, @Debate, Pido la palabra, ¿Y tú qué opinas?, Andaluces por el mundo, Andaluces por Europa, Andaluces por España y Andaluces por América), Aragón TV (Aragoneses por el mundo y Aquí un amigo) o Neox.
Ha sido pionero en introducir el Branded Content en TVE, con los programas El alma de las empresas y Conectando España.
Desde 2014 produce para Movistar Emoción, a través de la multinacional OnMobile, sus webs de contenidos generales de noticias, deportes, mujer y salud. Ese mismo año pone sus primeras producciones en 4K, El chef del mar y Flamenco Andalucía, a las que más tarde seguirían el carnaval de Cádiz, Semana Santa de Andalucía y El Rocío y otros sobre la nueva era digital (Andalucía centro mundial del 4K y Andalucía, a la vanguardia de las nuevas tecnologías).  
En 2015 pone en marcha la primera cumbre mundial de 4K-UHD, que une tecnología y contenidos. Esta cumbre que se celebra en noviembre, reúne a expertos, empresas y asistentes de más de 20 países. En 2017 puso en marcha otro evento tecnológico, el primer Observatorio de Realidad Virtual/Aumentada/Mixta y 360.º y la primera producción de Discovery en España para su canal Eurosport, Rumbo a Pyeongchang, sobre los deportistas españoles que participaron en los Juegos Olímpicos de Pieonchang 2018. 
Desde octubre de 2019 a julio de 2020 fue director general y consejero de Andalucía Digital Multimedia.
En noviembre de 2024 recibió el Premio APM al Periodista Especializado en Madrid 2023, junto con Enrique Álvarez, Inmaculada Galván, Francine Gálvez y Emilio Pineda, por los 30 años de Madrid directo, programa que cumplió 7.000 programas en emisión en febrero de 2025.